# Jumelages franco-espagnols

Liste des jumelages et accords de coopération entre les villes françaises et les villes espagnoles, classés dans l'ordre alphabétique du nom des villes françaises.

## Liste

### A
- Haut – A
- B
- C
- D
- E
- F
- G
- H
- I
- J
- K
- L
- M
- N
- O
- P
- Q
- R
- S
- T
- U
- V
- W
- X
- Y
- Z

- Abzac - Cadalso de los Vidrios (1994)[1]
- Accous - Valle de Hecho (1978)[2]
- Agen - Tolède (1973)[3]
- Agonac - Almunia de San Juan (1984)
- Aire-sur-l'Adour - Castro-Urdiales
- Aix-en-Provence - Grenade (1978)[4]
- Ajaccio - Palma (1980) [5]
- Albi - Gérone
- Alès  - Santa Coloma de Gramenet
- Amboise	-	Vejer de la Frontera
- Amilly - Vilanova del Camí
- Andernos-les-Bains -Segorbe
- Angers-Séville
- Angoulins -	Panticosa
- Angoulême -	Vitoria-Gasteiz	(1967) [6]
- Annecy - Malgrat de Mar
- Annoix - Posada de Valdeón
- Aragnouet -	Bielsa
- Arette -	Isaba/Izaba
- Argelès-sur-Mer - Montgat
- Arles - Jerez de la Frontera
- Arles-sur-Tech - Pineda de Mar
- Arreau - Aínsa-Sobrarbe
- Arthez-de-Béarn - Biescas
- Arthez-de-Béarn - Olite
- Artix - Sacedón
- Arzacq-Arraziguet - Luna
- Ascain - Lesaka
- Aubagne -	Argentona
- Auch - Calatayud
- Audenge -	Azagra
- Aulnay - Valverde de la Virgen
- Aureilhan -	Alfaro
- Aurignac -	Benabarre
- Aurillac - Altea, dans la Communauté valencienne (1992)
- Auterive -	Arenys de Mar
- Autun - Arévalo
- Aveizieux - El Álamo
- Avensan -	Castrillo de la Reina
- Avignon -	Tarragone
- Avignonet-Lauragais -	Avinyonet de Puigventós
- Avrillé -	Ripollet
- Ax-les-Thermes -	Palafolls
- Ayguesvives - Cepeda
- Ayherre -	Antzuola

### B
- Haut – A
- B
- C
- D
- E
- F
- G
- H
- I
- J
- K
- L
- M
- N
- O
- P
- Q
- R
- S
- T
- U
- V
- W
- X
- Y
- Z

- Bagnols-sur-Cèze - Carcaixent
- Bagnères-de-Bigorre -	Alhama de Granada
- Bagnères-de-Luchon -	Banyeres de Mariola
- Bagnères-de-Luchon -	Sitges
- Baguer-Morvan -	Cambados
- Baillargues -	Rocafort
- Bain-de-Bretagne - Lerma
- Barbazan-Debat - Autol
- Basse-Goulaine - Briviesca
- Bassens -	Suances
- Bayonne-Pampelune (1960)[7]
- Bazas -	Salvatierra de Tormes
- Baziège -	Sant Mateu
- Beaulieu - Tales
- Bellegarde - Villamartín
- Bellenaves -	Callosa d'En Sarrià
- Bellevue-la-Montagne - Belver de los Montes
- Bernos-Beaulac - Huércanos
- Bezons -	L'Hospitalet de Llobregat
- Biarritz - Jerez de la Frontera (1996).
- Bielle - Berbegal
- Bignoux -	Ribamontán al Mar
- Billère -	Sabiñánigo
- Blaye -	Tàrrega
- Blois -	Cáceres
- Boeil-Bezing - Añorbe
- Bois-de-Céné -	Higueruela
- Bois-Guillaume - Vilaplana
- Boisseuil -	Soneja
- Bollène -	L'Alcúdia
- Bollène -	Cuenca
- Bondoufle - Tolosa
- Borce -	Ansó
- Bordeaux-Madrid (1959) [8]
- Bordeaux-Bilbao (2000) [9]
- Bosmie-l'Aiguille - Pedralba
- Boucau - Montilla
- Boulogne-Billancourt -	Almería
- Bourg-de-Péage -	Sant Feliu de Guíxols
- Bourg-en-Bresse -	Villaviciosa de Córdoba
- Bourg-en-Bresse -	Córdoba
- Bourges -	Palencia
- Boé - Llívia
- Braud-et-Saint-Louis -	Obanos
- Bressuire -	Mequinenza
- Brest -	A Coruña
- Brest - Cádiz
- Brive-la-Gaillarde -	Reus
- Brives-Charensac -	Sant Carles de la Ràpita
- Bron -	Talavera de la Reina
- Bruges -	Polanco
- Bruguières -	Xeraco
- Buxerolles -	La Robla
- Bègles - Collado Villalba
- Bédarieux -	Estepa
- Béruges - Avinyonet del Penedès
- Béziers - Chiclana de la Frontera

### C
- Haut – A
- B
- C
- D
- E
- F
- G
- H
- I
- J
- K
- L
- M
- N
- O
- P
- Q
- R
- S
- T
- U
- V
- W
- X
- Y
- Z

- Cabourg - Castro-Urdiales
- Cabourg -	Marbella
- Cabriès - Vilassar de Mar
- Cadaujac -	Allariz
- Cadeilhan-Trachère -	Labuerda
- Cadillac -	Canet de Mar
- Camarsac -	Fuendejalón
- Cambo-les-Bains -	Deba
- Campan -	Banyeres de Mariola
- Cannes -	Madrid
- Canéjan -	Silleda
- Carbon-Blanc -	San Martín de Valdeiglesias
- Carbonne -	Fuente Obejuna
- Carcassonne -	Baeza
- Carhaix-Plouguer - Oiartzun
- Carquefou -	Alella
- Castanet-Tolosan -	Alboraya
- Castelnau-le-Lez -	San Fernando de Henares
- Castillon-la-Bataille -	Cascante
- Castres -	Linares
- Caudebec-lès-Elbeuf -	Mont-roig del Camp
- Caussade -	Calahorra
- Cauville-sur-Mer -	Villaconejos de Trabaque
- Cazaubon -	Fortuna
- Cazères -	Collbató
- Cenon -	Laredo
- Champagne-au-Mont-d'Or -	Villanueva de Castellón
- Champniers -	Sant Esteve Sesrovires
- Champs-sur-Marne - Quart de Poblet
- Charleval -	Quart de les Valls
- Chartres -	León
- Chartrettes -	Doña Mencía
- Chasseneuil-du-Poitou -	Lanaja
- Cherrueix - Cambados
- Cherves-Richemont -	Moral de Calatrava
- Chevilly-Larue -	Martorell
- Chilly-Mazarin -	Carlet
- Cholet -	Dénia
- Châteaubernard -	Oñati
- Châteaudun -	Marchena
- Châteauneuf-du-Faou -	Chinchón
- Châtellerault -	Castellón de la Plana/Castelló de la Plana
- Châtenoy-le-Royal -	Benigánim
- Cissé -	Falset
- Clamart - Majadahonda
- Clermont-Ferrand -	Oviedo
- Clermont-Pouyguillès -	Sangarrén
- Clichy -	Rubí
- Clohars-Carnoët -	Nava
- Cognac -	Valdepeñas
- Collioure -	Soria
- Collioure - Cadaqués
- Condezaygues - Almoradí
- Condezaygues - Algorfa
- Condom - Toro
- Corbeil-Essonnes - 	Alzira
- Cosne-d'Allier - 	L'Espluga Calba
- Cournonterral -	Bot
- Créteil -	Mataró
- Cugnaux -	Camargo
- Céret - Almonte
- Céret -	Banyoles

### D
- Haut – A
- B
- C
- D
- E
- F
- G
- H
- I
- J
- K
- L
- M
- N
- O
- P
- Q
- R
- S
- T
- U
- V
- W
- X
- Y
- Z

- Dax-Logroño (1961) [10]
- Decazeville -	Utrillas
- Dinan - Lugo
- Dingé - Gumiel de Izán
- Dol-de-Bretagne -	Cambados
- Dourdan -	Montserrat

### E
- Haut – A
- B
- C
- D
- E
- F
- G
- H
- I
- J
- K
- L
- M
- N
- O
- P
- Q
- R
- S
- T
- U
- V
- W
- X
- Y
- Z

- Eaunes -	Albalate de Cinca
- Eauze -	Ampuero
- Écouflant - Santaella
- Épinay-sur-Seine -	Alcobendas
- Épron -	Zufre
- Ermont - Loja
- Escalquens -	Torres de la Alameda
- Escalquens -	Cerceda
- Escout -	Biscarrués
- Espalion -	Tauste
- Esparros -	Plan
- Espéraza -	Alanís
- Estaires -	Valverde del Camino
- Évian-les-Bains -	Benicasim/Benicàssi
- Excideuil -	Murillo de Río Leza
- Eysines -	Castrillón

### F
- Haut – A
- B
- C
- D
- E
- F
- G
- H
- I
- J
- K
- L
- M
- N
- O
- P
- Q
- R
- S
- T
- U
- V
- W
- X
- Y
- Z

- Fabrègues -	Riola
- Fals - 	Falset
- Feytiat -	Arenys de Munt
- Fleurance -	Esplús
- Floirac -	Burlada/Burlata
- Florac Trois Rivières -	Arbúcies
- Foix -	Sarroca de Lleida
- Foix - Lleida, communauté autonome de Catalogne (1962)
- Fonsorbes -	La Fatarella
- Fontaine-le-Comte -	Colunga
- Fontenay-le-Comte -	Crevillent
- Fontenay-le-Fleury -	Crevillent
- Fontvieille -	Beas de Segura
- Frontignan -	Rubí
- Fronton -	Xeresa
- Frouzins -	Calanda
- Fumel -	Almoradí
- Fumel -Algorfa

### G
- Haut – A
- B
- C
- D
- E
- F
- G
- H
- I
- J
- K
- L
- M
- N
- O
- P
- Q
- R
- S
- T
- U
- V
- W
- X
- Y
- Z

- Gaillac -	Caspe
- Garlin -	Ayerbe
- Geaune -	Ablitas
- Geloux -	Luesia
- Geneston -	Covelo
- Genté -	Sant Pere de Vilamajor
- Givors -	Benicarló
- Glomel -	Villaviciosa
- Goderville - Medina de Rioseco
- Gouzon -	Alcàntera de Xúquer
- Grainville-la-Teinturière -	Betancuria
- Grainville-la-Teinturière -	Teguise
- Granville - Altea
- Grasse -	Aiguamúrcia
- Grasse -	Murcia
- Guerlédan -	Sarria
- Guichen -	Villafranca de los Barros
- Gujan-Mestras - Santa María de Cayón
- Guérande -	Almagro

### H
- Haut – A
- B
- C
- D
- E
- F
- G
- H
- I
- J
- K
- L
- M
- N
- O
- P
- Q
- R
- S
- T
- U
- V
- W
- X
- Y
- Z

- Hagetmau - Tordesillas (1984)[11]
- Hasparren - Azpeitia
- Haut-Mauco -	Monteagudo
- Hauteville-lès-Dijon -	Altura
- Hendaye -	Arguedas[12]
- Hirel -	Cambados

### I
- Haut – A
- B
- C
- D
- E
- F
- G
- H
- I
- J
- K
- L
- M
- N
- O
- P
- Q
- R
- S
- T
- U
- V
- W
- X
- Y
- Z

- Idrac-Respaillès -	Poleñino
- Idron - Alfajarín
- Ille-sur-Têt - Calella
- Inzinzac-Lochrist -	Parres
- Issanlas -	Hermigua
- Issy-les-Moulineaux -	Pozuelo de Alarcón

### J
- Haut – A
- B
- C
- D
- E
- F
- G
- H
- I
- J
- K
- L
- M
- N
- O
- P
- Q
- R
- S
- T
- U
- V
- W
- X
- Y
- Z

- Jarrie -	Macael
- Javrezac -	Sant Antoni de Vilamajor
- Jouars-Pontchartrain - Cella
- Joyeuse -	Vilassar de Dalt
- Jurançon -	Borja

### L
- Haut – A
- B
- C
- D
- E
- F
- G
- H
- I
- J
- K
- L
- M
- N
- O
- P
- Q
- R
- S
- T
- U
- V
- W
- X
- Y
- Z

- L'Absie - Cangas del Narcea
- L'Isle-d'Abeau -	San Vicente del Raspeig/Sant Vicent del Raspeig
- L'Isle-Jourdain -	Carballo
- La Brède -	Viana
- Lacq -	Sant Quintí de Mediona
- La Gouesnière - El Bosque
- La Grand-Croix -	Santa Cruz de la Zarza
- La Grande-Motte -	Hoyo de Manzanares
- La Haie-Fouassière -	Los Corrales de Buelna
- Lalinde -	Lalín
- Lamanon -	Gualba
- Lannion - Viveiro
- Lansargues -	Torrelles de Foix
- Lanton - Lodosa
- La Rivière -	Nalda
- Larmor-Plage -	Calafell
- La Roche-sur-Yon -	Cáceres
- Laroin - Lumbier
- La Romieu -	El Masroig
- Laroque-des-Albères -Bagà
- Laruns -	Sallent de Gállego
- La Teste-de-Buch -	Chipiona
- Lathus-Saint-Rémy -	Portillo
- Lattes - Buñol
- Laudun-l'Ardoise - Carmona
- Laval -	Palma de Gandía
- Laval -	Gandia
- Lavaur -	El Vendrell
- Lavernose-Lacasse -	San Bartolomé de las Abiertas
- Layrac -	Bossòst
- Le Blanc -	Alberic
- Le Bourget -	Cullera
- Le Cannet -	Benidorm
- Le Coteau -	Marchamalo
- Le Dorat -	Santillana del Mar
- Le Fousseret -	La Pobla de Segur
- Le Haillan - Colindres
- Lembeye -	Almudévar
- Le Mée-sur-Seine -	Pozoblanco
- Le Palais-sur-Vienne -	Sant Joan de les Abadesses
- Le Passage - Consuegra
- Le Pecq -	Aranjuez
- Le Puy-en-Velay -	Tortosa
- Les Ancizes-Comps - San Mateo de Gállego
- Lescar - L'Alfàs del Pi
- Les Herbiers -	Coria del Río
- Les Lèches - Sardón de Duero
- Lesneven -	As Pontes de García Rodríguez
- Le Soler -	Puigcerdà
- Les Pavillons-sous-Bois -	Écija
- Les Pennes-Mirabeau -	Villanueva de los Infantes
- Le Teich -	Briones
- Le Tourne -	Morés
- Le Vigan -	Bigastro
- Le Vivier-sur-Mer -	Cambados
- Le Vésinet -	Villanueva de la Cañada
- Lherm - Binaced
- Libourne-Logroño (1979) [13]
- Liffré -	Beniel
- Ligueil -Cantalejo
- Lille -	Valladolid
- Lisle-sur-Tarn -	Borja
- Livry-Gargan -	Almuñécar
- Locquirec -Avinyó
- Loctudy -	Ribadeo
- Lombia -	Pertusa
- Lons -	Santoña
- Lorient -	Vigo
- Lormont - Castelldefels
- Loudun -	Burgos
- Ludon-Médoc -	Beriáin
- Luisant -Villanueva del Pardillo
- Luynes -	Ólvega
- Lège-Cap-Ferret -	Úbeda
- Lécousse -	Morcín
- Lée - La Puebla de Alfindén
- Léognan - Peralta
- Lézat-sur-Lèze - 	Ateca

### M
- Haut – A
- B
- C
- D
- E
- F
- G
- H
- I
- J
- K
- L
- M
- N
- O
- P
- Q
- R
- S
- T
- U
- V
- W
- X
- Y
- Z

- Mably - Puerto Lumbreras
- Malaunay -	Amer
- Marignane -	Figueres
- Marines -	Ascó
- Marmande -	Ejea de los Caballeros
- Marolles-en-Brie -	Miguel Esteban
- Marseillan -	Caudete
- Martignas-sur-Jalle -Santa Cruz de Bezana
- Martres-Tolosane -	Naval
- Massiac -	Faura
- Mauguio -	Palma
- Mauléon -	Tudela
- Maurs -	Los Arcos
- Mauzac -	Estadilla
- Mazères -	Cardona
- Melesse -	Enguera
- Millau -	Sagunto/Sagunt
- Mios -	Val de San Vicente
- Mirande -	L'Eliana
- Mirebeau-sur-Bèze -	Membrilla
- Miremont -	Torrefarrera
- Mirepoix -	Palafrugell
- Monistrol-sur-Loire -	Monistrol de Montserrat
- Monsempron-Libos -	Algorfa
- Monsempron-Libos - Almoradí
- Mont-de-Marsan -	Tudela
- Mont-Dol -Cambados
- Montastruc-la-Conseillère -	Sant Pere Pescador
- Montauban - Burgos
- Montayral - Almoradí
- Montayral - Algorfa
- Montendre -	Onda
- Montesquieu-des-Albères -	Biure
- Montesquiou - Montesquiu
- Montigny-le-Bretonneux -	San Fernando
- Montmorillon -	Medina del Campo
- Montpellier-Barcelone [14]
- Montussan - San Vicente de la Sonsierra
- Montville -	Santa Eulàlia de Ronçana
- Mourenx - Montcada i Reixac
- Mozac - Albalat de la Ribera
- Muel - Muel
- Mugron -	Cintruénigo
- Muret -	Monzón
- Mâcon -	Alcázar de San Juan (15 mars 1980)
- Mérignac -	Vilanova i la Geltrú
- Mézidon Vallée d'Auge -	Caldes de Montbui
- Mézin - Sariñena

### N
- Haut – A
- B
- C
- D
- E
- F
- G
- H
- I
- J
- K
- L
- M
- N
- O
- P
- Q
- R
- S
- T
- U
- V
- W
- X
- Y
- Z

- Nailloux -	Canfranc
- Navarrenx - Sádaba
- Nersac -	Cocentaina
- Neuillé-Pont-Pierre -	Orellana la Vieja
- Nevers -	Marbella
- Nice - Santa Cruz de Tenerife
- Nice -	Alicante/Alacant
- Nîmes-Salamanque (1979)
- Nîmes -	Doñinos de Salamanca
- Niort - Gijón (1982)
- Niort -	Tomelloso	(14 novembre 1981)
- Nogaro -	Huarte/Uharte
- Nogent-le-Roi -	Salas
- Noirmoutier-en-l'Île -	Padrón
- Noisiel -	Puçol
- Noisy-le-Roi -	Godella
- Noisy-le-Sec -	Arganda del Rey
- Nort-sur-Erdre -	Piedrabuena
- Notre-Dame-d'Oé -	Anna
- Noyal-sous-Bazouges -	As Nogais
- Nyons -	Nules
- Nébian -	Ricote
- Nérac -	Madridejos

### O
- Haut – A
- B
- C
- D
- E
- F
- G
- H
- I
- J
- K
- L
- M
- N
- O
- P
- Q
- R
- S
- T
- U
- V
- W
- X
- Y
- Z

- Offranville -	La Antigua
- Oloron-Sainte-Marie -	Jaca
- Ondres -	La Rambla
- Orange -	Vélez-Rubio
- Orléans -	Tarragona
- Orthez -	Tarazona de Guareña
- Ouroux-en-Morvan -	Cullera

### P
- Haut – A
- B
- C
- D
- E
- F
- G
- H
- I
- J
- K
- L
- M
- N
- O
- P
- Q
- R
- S
- T
- U
- V
- W
- X
- Y
- Z

- Paimpont -	Cedeira
- Pamiers -	Terrassa
- Panazol -	Picanya
- Pardies -	Carreño
- Parentis-en-Born -	Ribadeo
- Paris-Madrid (2000) [15]
- Parthenay -	Arnedo
- Pau-Saragosse [16]
- Pavie -	Villanueva de Gállego
- Penne-d'Agenais -	Covarrubias
- Perpignan -	Barcelone
- Perpignan-Lleida (2000)
- Pertuis -	Utiel
- Pessac-Burgos [17]
- Peyrilhac - Larraga
- Pinet - Les Coves de Vinromà
- Pisieu -	Sant Martí de Tous
- Plaisance-du-Touch -	Utebo
- Plouha -	Palas de Rei
- Plounévez-Quintin -	Castro de Rei
- Pompignac -	Lerín
- Pont-du-Casse -	Llançà
- Pont-l'Abbé -	Betanzos
- Pont-Scorff -	Pravia
- Pontarlier -	Zarautz
- Pornic -	Baiona
- Pornichet -	San Vicente de la Barquera
- Port-Vendres -	Sóller
- Portet-sur-Garonne -	Binéfar
- Poucharramet -	Ayerbe
- Pouillon -	Daroca
- Pouzauges -	Puertollano
- Prades -	Ripoll
- Preignan - Corral de Calatrava
- Préaux - Vilaplana
- Pujols-sur-Ciron -	Casalarreina
- Puymirol -	Roa
- Péchabou - Sant Jordi Desvalls
- Pénestin -	Taberno
- Péronne -	Salobreña (1992)
- Paimpont-Cedeira

### Q
- Haut – A
- B
- C
- D
- E
- F
- G
- H
- I
- J
- K
- L
- M
- N
- O
- P
- Q
- R
- S
- T
- U
- V
- W
- X
- Y
- Z

- Questembert -	Alcalá de Guadaíra
- Quimper -	Ourense (15 juillet 2005)
- Quissac -	Finestrat

### R
- Haut – A
- B
- C
- D
- E
- F
- G
- H
- I
- J
- K
- L
- M
- N
- O
- P
- Q
- R
- S
- T
- U
- V
- W
- X
- Y
- Z

- Rambouillet -	Zafra
- Ramonville-Saint-Agne -	Zuera
- Redessan -	Benifairó de la Valldigna
- Revel-Tourdan -	Sant Martí de Tous
- Reynès -	Maçanet de Cabrenys
- Rieux-Volvestre -	Font-rubí
- Rimont -	Corbera d'Ebre
- Riom - Algemesí
- Rion-des-Landes -	Buñuel
- Riorges -	Calasparra
- Roanne -	Guadalajara (1980)
- Rochefort -	Torrelavega
- Rouillé -	Guardo
- Rueil-Malmaison -	Ávila
- Ruelle-sur-Touvre -	Albaida

### S
- Haut – A
- B
- C
- D
- E
- F
- G
- H
- I
- J
- K
- L
- M
- N
- O
- P
- Q
- R
- S
- T
- U
- V
- W
- X
- Y
- Z

- Sabres -	El Arenal
- Sadirac -	Cabrales
- Saint-Affrique - Azuaga
- Saint-André-de-Cubzac -	Albatera
- Saint-Aubin-de-Médoc -	Casasimarro
- Saint-Berthevin -	Ceutí
- Saint-Brevin-les-Pins - Santomera
- Saint-Chamond -	Sant Adrià de Besòs
- Saint-Christol-lez-Alès -	El Campello
- Saint-Ciers-d'Abzac -	Seròs
- Saint-Ciers-sur-Gironde -	Orio
- Saint-Cloud -	Boadilla del Monte
- Saint-Colomban -	Los Palacios y Villafranca
- Saint-Connec -	Sarria
- Saint-Cyprien -	Sant Cebrià de Vallalta
- Saint-Cyr-sur-Loire -	Valls
- Saint-Fons - Lorca
- Saint-Gaudens - Vielha e Mijaran
- Saint-Gaudens - Barbastro
- Saint-Georges-de-Mons -	San Mateo de Gállego
- Saint-Georges-sur-Loire - Mancha Real
- Saint-Germain-Laprade -	Náquera
- Saint-Gilles-Vieux-Marché -	Sarria
- Saint-Girons -	Vielha e Mijaran
- Saint-Gély-du-Fesc -	Gines
- Saint-Herblain -	Viladecans
- Saint-Jean-de-la-Ruelle -	Amposta
- Saint-Jean-de-Verges -	Alagón
- Saint-Jean-de-Védas -	Librilla
- Saint-Jean-Pied-de-Port -	Estella/Lizarra
- Saint-Lary-Soulan -	Boltaña
- Saint-Laurent-Bretagne -	Loarre
- Saint-Laurent-d'Arce -	Sant Llorenç d'Hortons
- Saint-Laurent-de-Neste -	Artea
- Saint-Mandé -	Tres Cantos
- Saint-Martin-de-Seignanx -	Oyón-Oion
- Saint-Martin-le-Beau -	Cervelló
- Saint-Maurice-la-Souterraine -	Vimbodí i Poblet
- Saint-Médard-en-Jalles -	Almansa
- Saint-Nazaire -	Avilés
- Saint-Nolff - Pedrajas de San Esteban
- Saint-Palais -	Sangüesa/Zangoza
- Saint-Paul-lès-Dax -	Caldes de Montbui
- Saint-Pierre-d'Oléron -	Cariñena
- Saint-Pol-de-Léon -	Pontedeume
- Saint-Priest-des-Champs -	Talavera
- Saint-Pée-sur-Nivelle -	Altsasu/Alsasua
- Saint-Quentin -	San Lorenzo de El Escorial
- Saint-Santin - Laspuña
- Saint-Sauvant -	Aznalcóllar
- Saint-Sever -	Puente la Reina/Gares
- Saint-Thibéry -	Moratalla
- Saint-Vaury -	Finestrat
- Saint-Victurnien -	Cabanillas
- Saint-Vincent -	Creixell
- Saint-Vincent -	Creixell
- Saint-Vincent-de-Tyrosse -	Rincón de Soto
- Saint-Vite (-	Algorfa
- Saint-Vite -Almoradí
- Saint-Yzan-de-Soudiac - Mendavia
- Sainte-Eulalie -	Yepes
- Sainte-Livrade-sur-Lot -	Sigüenza
- Sainte-Maure-de-Touraine -	Ayllón
- Sainte-Verge -	Hoyos
- Saintes -	Cuevas del Almanzora
- Saintes-Maries-de-la-Mer -	Villamanrique de la Condesa
- Salon-de-Provence -	Aranda de Duero
- Salses-le-Château -	Guardamar del Segura
- Sauveterre-de-Béarn -	Gurrea de Gállego
- Sauveterre-de-Guyenne -	Olite
- Savennières -	Villadiego
- Savigny-le-Temple -	Iznalloz
- Seiches-sur-le-Loir -	Oña
- Seilh -	Gimenells i el Pla de la Font
- Sisteron -	Oliva
- Soissons -	Guardamar del Segura
- Solignac -	Riba-roja d'Ebre
- Sommières - Callosa de Segura
- Soual - Calaf
- Soueich -	Espot
- Soulac-sur-Mer -	Burgo de Osma-Ciudad de Osma
- Soullans -	Ledesma
- Soyaux -	Palos de la Frontera
- Suresnes -	Colmenar Viejo

### T
- Haut – A
- B
- C
- D
- E
- F
- G
- H
- I
- J
- K
- L
- M
- N
- O
- P
- Q
- R
- S
- T
- U
- V
- W
- X
- Y
- Z

- Talence -	Alcalá de Henares
- Tarascon -	Fraga (2009)
- Tarascon-sur-Ariège -	Berga
- Tarbes -	Huesca
- Tautavel -	Orce
- Templemars - Simat de la Valldigna
- Tence - Garrucha
- Terraube -	Fortià
- Thuir -	Olot
- Torreilles -	Torroella de Montgrí
- Toulouges - Les Borges Blanques
- Toulouse -	Elche (1981)
- Tournefeuille - Graus	(1989)
- Tours -	Segovia (1972, en sommeil)[18]
- Treize-Septiers -	Cabana de Bergantiños
- Tresses -	Fuenmayor
- Trégastel -	Foz
- Tréguier -Mondoñedo
- Tulle -	Errenteria
- Tôtes -	Monreal del Campo

### U
- Haut – A
- B
- C
- D
- E
- F
- G
- H
- I
- J
- K
- L
- M
- N
- O
- P
- Q
- R
- S
- T
- U
- V
- W
- X
- Y
- Z

- Uchaud -	Totana
- Ustaritz -	Tolosa
- Uzer -	Pozán de Vero

### V
- Haut – A
- B
- C
- D
- E
- F
- G
- H
- I
- J
- K
- L
- M
- N
- O
- P
- Q
- R
- S
- T
- U
- V
- W
- X
- Y
- Z

- Valence -	La Vall d'Uixó
- Vals-près-le-Puy -	Aielo de Malferit
- Vaux-sur-Mer -Anglès
- Vayres -	Laguardia
- Veauche -	Nuevo Baztán
- Vebron -	Viladrau
- Vendargues - Espartinas
- Verneuil-sur-Seine -	Aguilar de la Frontera
- Verrières-en-Anjou -	Vícar
- Vert-Saint-Denis -	La Puebla de Montalbán
- Vidauban - Deifontes
- Vienne -	Albacete
- Vierzon -	Miranda de Ebro
- Vignoc -	Toro
- Villars - Torredembarra
- Villebon-sur-Yvette -	Las Rozas de Madrid
- Villefranche-de-Conflent -	Berga
- Villemur-sur-Tarn - La Seu d'Urgell
- Villenave-d'Ornon -	Blanes
- Villeneuve-la-Rivière - Lecrín
- Villeneuve-le-Roi -	Sant Feliu de Llobregat
- Villeneuve-lès-Avignon -	Peníscola/Peñíscola
- Villeneuve-sur-Lot -	Ávila
- Villeréal - La Sotonera
- Villeurbanne -	Abanilla
- Vire Normandie -	Santa Fe
- Vitré - La Villajoyosa/Vila Joiosa
- Vivonne -Maella
- Vorey -	Creixell
- Vouillé -	Molina de Aragón
- Vénissieux -	Manises
- Vœuil-et-Giget -	Paniza

### Y
- Haut – A
- B
- C
- D
- E
- F
- G
- H
- I
- J
- K
- L
- M
- N
- O
- P
- Q
- R
- S
- T
- U
- V
- W
- X
- Y
- Z

- Ydes -	Sant Joan les Fonts